# Inversão de controle
Inversão de controle PB ou Inversão de controloPE  (Inversion of Control ou IoC, em inglês) é um princípio de design de programas de computadores onde a sequência (controle) de chamadas dos métodos é invertida em relação à programação tradicional, ou seja, ela não é determinada diretamente pelo programador. Este controle é delegado a uma infraestrutura de software muitas vezes chamada de container ou a qualquer outro componente que possa tomar controle sobre a execução. Esta é uma característica muito comum a alguns frameworks.

## Definição
Um fluxo normal de execução acontece quando um determinado programa cria chamadas para outros programas e assim sucessivamente, deixando a criação dos componentes, o início da execução e o fim da execução sob o controle do programador.
A inversão de controle ocorre quando ao invés de se criar explicitamente um código, ou acompanhar todo o ciclo de vida de uma execução, o programador delega alguma dessas funcionalidades para um terceiro.
São exemplos de inversão de controle:
- Programação orientada a eventos criticos
- Injeção de Dependência
- Linguagens de Programação Funcional